# Maria Schwarz (Schauspielerin)
Maria Schwarz (* 20. Dezember 1877 in Truchtlaching; † 1963 in Schliersee) war eine deutsche Schauspielerin. 

## Leben
Schwarz gehörte mehr als 50 Jahre dem Ensemble des Schlierseer Bauerntheaters an und trug mit ihrem Spiel wesentlich zur Begründung des Rufs des Theaters bei.

## Ehrungen
- 1955: Verdienstkreuz am Bande der Bundesrepublik Deutschland
„für ihre Verdienste um die Erhaltung und Förderung bayerischer Volkskultur und bayerischen Brauchtums“

## Quelle
- Bundesarchiv B 122/38470

| Personendaten    | Personendaten           |
| ---------------- | ----------------------- |
| NAME             | Schwarz, Maria          |
| ALTERNATIVNAMEN  | Erhardt, Maria          |
| KURZBESCHREIBUNG | deutsche Schauspielerin |
| GEBURTSDATUM     | 20. Dezember 1877       |
| GEBURTSORT       | Truchtlaching           |
| STERBEDATUM      | 1963                    |
| STERBEORT        | Schliersee              |